# WASP-22b
WASP-22b es un exoplaneta que orbita la estrella WASP-22, a aproximadamente de 978 años luz de la Tierra. La masa, el radio y la densidad del planeta indican que es un planeta joviano, del tipo Júpiter caliente, debido a su cercanía con su estrella.